# Naftogaz
Naftohaz eller Naftogaz (ukrainsk: НАК "Нафтогаз України", bogstaveligt talt "olie og gas fra Ukraine") er Ukraines statsejede olie- og gasselskab, som er etableret i 1998. Det er statsejet under Ukraines energiministerium. Virksomheden er engageret i udvinding, transport og raffinering af naturgas og råolie. Naftogaz er også aktiv i Egypten og Forenede Arabiske Emirater. Virksomhedes hovedsæde er i Kyiv. I 2010 var koncernens omsætning på 65,5 mia. UAH og antallet af medarbejdere var 172.000 (2008), hvilket gjorde den til Ukraines næststørste koncern.
Ukraines system af naturgas-distributionsrørføringer og underjordiske naturgasdepoter drives af Ukrtransgaz, som er datterselskab til Naftohaz Ukrayiny. Et andet datterselskab til Naftohaz Ukrayiny, Haz Ukrayiny, er ansvarlig for distribution af naturgas til lokale ukrainske fjernvarmeværker.

## Historie
Koncernen er etableret i 1998.
I september 2009 nedgraderede Fitch Ratings virksomheden fra 'CC' til 'C'. I slutningen af 2009 restrukturerede virksomheden sin udlandsgæld med euroobligationer og obligationer som bilaterale lån. Naftohaz overfører gas for Gazprom.

## Koncernstruktur[11]

### Produktion og raffinering
- Ukrgasproduktion
- Ukrnafta (50 % + 1)
- Chornomornaftohaz
- Udenlandske afdelinger

### Transport
- Ukrtranshaz
- Ukrtransnafta
- Ukrspetstranshaz

### Distribution
- Gas of Ukraine
- Ukravtohaz
- Øvrige selskaber

## Internationale aktiviteter
Virksomheden udvinder olie og naturgas i den vestlige ørken i Egypten. 13. december 2006 underskrev Naftohaz Ukrayiny og Egyptian General Petroleum Corporation en aftale om efterforskning og udvikling af olie- og gasfelter i Alam El Shawish East i den vestegyptiske ørken. 29. marts 2009 begyndte virksomheden at bore på sin første naturgasbrønd Hamad-1 i Forenede Arabiske Emirater (UEA). Aftalen med UEA blev underskrevet i 2005 og gælder for 29 år inklusiv den indledende fire års prospektperiode.